# Coyuquilla Sur
Coyuquilla Sur är en ort i Mexiko.   Den ligger i kommunen Petatlán och delstaten Guerrero, i den södra delen av landet, 300 km sydväst om huvudstaden Mexico City. Coyuquilla Sur ligger 19 meter över havet och antalet invånare är 548.
Terrängen runt Coyuquilla Sur är varierad. Havet är nära Coyuquilla Sur åt sydväst. Runt Coyuquilla Sur är det glesbefolkat, med 19 invånare per kvadratkilometer. Närmaste större samhälle är Rancho Alegre del Llano, 15,7 km sydost om Coyuquilla Sur. Omgivningarna runt Coyuquilla Sur är en mosaik av jordbruksmark och naturlig växtlighet.